# Pierre Blanc

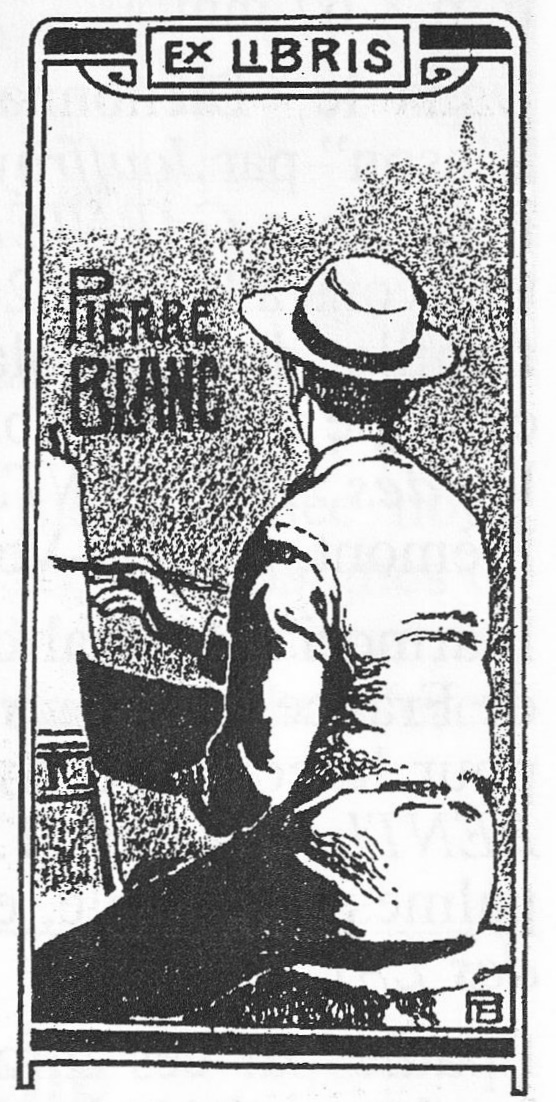
Ex libris

Peter (Pierre) Blanc (Luxemburg-Stad, 6 juni 1872 – Belair, Luxemburg-Stad, 30 maart 1946) was een Luxemburgs kunstschilder en tekenaar.

## Leven en werk
Pierre Blanc was een zoon van Nicolas Blanc (1846-1928) en Josephine Grimberger (1848-1913). Hij werd opgeleid aan het Athénée royal grand-ducal in zijn geboortestad. Hij studeerde aan de kunstacademie van München en aan academies in Praag en Parijs. Van 1896 tot aan zijn pensioen gaf hij les aan de École d'artisans de l'État, de ambachtsschool in Luxemburg-Stad. Van 1912 tot 1917 gaf hij daarnaast les aan het meisjeslyceum. Tot zijn leerlingen behoorden Jean-Pierre Beckius, Josy Greisen, Mett Hoffmann, Albert Simon en Lucien Wercollier.
Blanc schilderde en tekende in olieverf, pastel, houtskool, potlood en Oost-Indische inkt portretten, karikaturen, landschappen, boekillustraties en ex libris, hij ontwierp bankbiljetten, penningen en postzegels, en keramiek voor Villeroy & Boch. Hij behoorde in 1893 met onder anderen Michel Engels, Michel Heiter, Franz Heldenstein, Jean-Pierre Huberty, Pierre Linster, Batty Weber en Jean-Baptiste Wercollier tot de stichtende leden van de kunstenaarsvereniging Cercle Artistique de Luxembourg (CAL). Hij was tweemaal voorzitter van de CAL (1906-1908 en 1919-1927). In 1911 won hij op de Salon du CAL, de jaarlijkse tentoonstelling van de vereniging, de Prix Grand-Duc Adolphe. Hij was vanaf de oprichting in 1926 vice-voorzitter van de Société des Amis des Musées. Blanc ontving meerdere onderscheidingen, hij was drager van de Franse Erkentelijkheidsmedaille (1920), officier in de Orde van het Openbaar Onderricht (1920), ridder in het Legioen van Eer (1924), ridder in de Orde van de Eikenkroon (1926) en officier in de Orde van Leopold II (1936).
Blanc overleed op 71-jarige leeftijd in Belair. Blanc werd bij zijn ouders op de begraafplaats Notre-Dame in Limpertsberg begraven, op de grafsteen is een bronzen reliëf van Jean-Théodore Mergen aangebracht. In Bonnevoie werd een straat naar Blanc vernoemd.

## Enkele werken
- 1906 ontwerp postzegel met groothertog Willem
- 1907 ontwerp postzegel met wapen
- 1907-1909 ontwerp fries Ermesinde overhandigt Luxemburg de vrijheidsbrief aan de Cercle municipal in Luxemburg-Stad. Uitgevoerd door Pierre Federspiel.
- 1911 Landschap in Tervuren, schilderij, collectie Musée national d'archéologie, d'histoire et d'art (MNAHA).
- 1915 Construction du Château de Luxembourg au Bock par Sigefroid en 963, historische prent.
- 1916 Portrait d'une jeune fille, schilderij, collectie Villa Vauban.
- 1925 Met de verpleegster, postzegel voor Caritas Luxembourg.
- 1926 ontwerp bankbiljet van 20 frank met portret van groothertogin Charlotte.
- 1929 ontwerp bankbiljet van 20 frank met voorstellingen van de landbouw en wijnmakerij.
- 1929 Le maraudage de la ville par les Bourguignons, historische prent.
- 1930 ontwerp postzegel met wapenschild.
- 1936 illustraties van D'Maus Ketti van Auguste Liesch.
- 1936 ontwerp van het zegel van gravin Ermesinde monument in de galerij van de Denzelt, naast het stadhuis van Echternach. Uitgevoerd door Michel Haagen.
- 1936 portret van Batty Weber, gravure, collectie MNHA.
- 1937 ontwerp voor het reliëf Vue panoramique de la Ville de Luxembourg voor het Luxemburgs paviljoen op de wereldtentoonstelling van 1937 in Parijs, dat werd uitgevoerd door de beeldhouwers Aloyse Deitz, Ernest Grosber, Albert Kratzenberg en Léon Nosbusch.[5]
- 1939 uitvoering van een voorstelling uit de geschiedenis van het groothertogdom voor het Luxemburgs paviljoen op de New York World's Fair, samen met Josy Meyers en Émile Probst.[6]

## Galerij

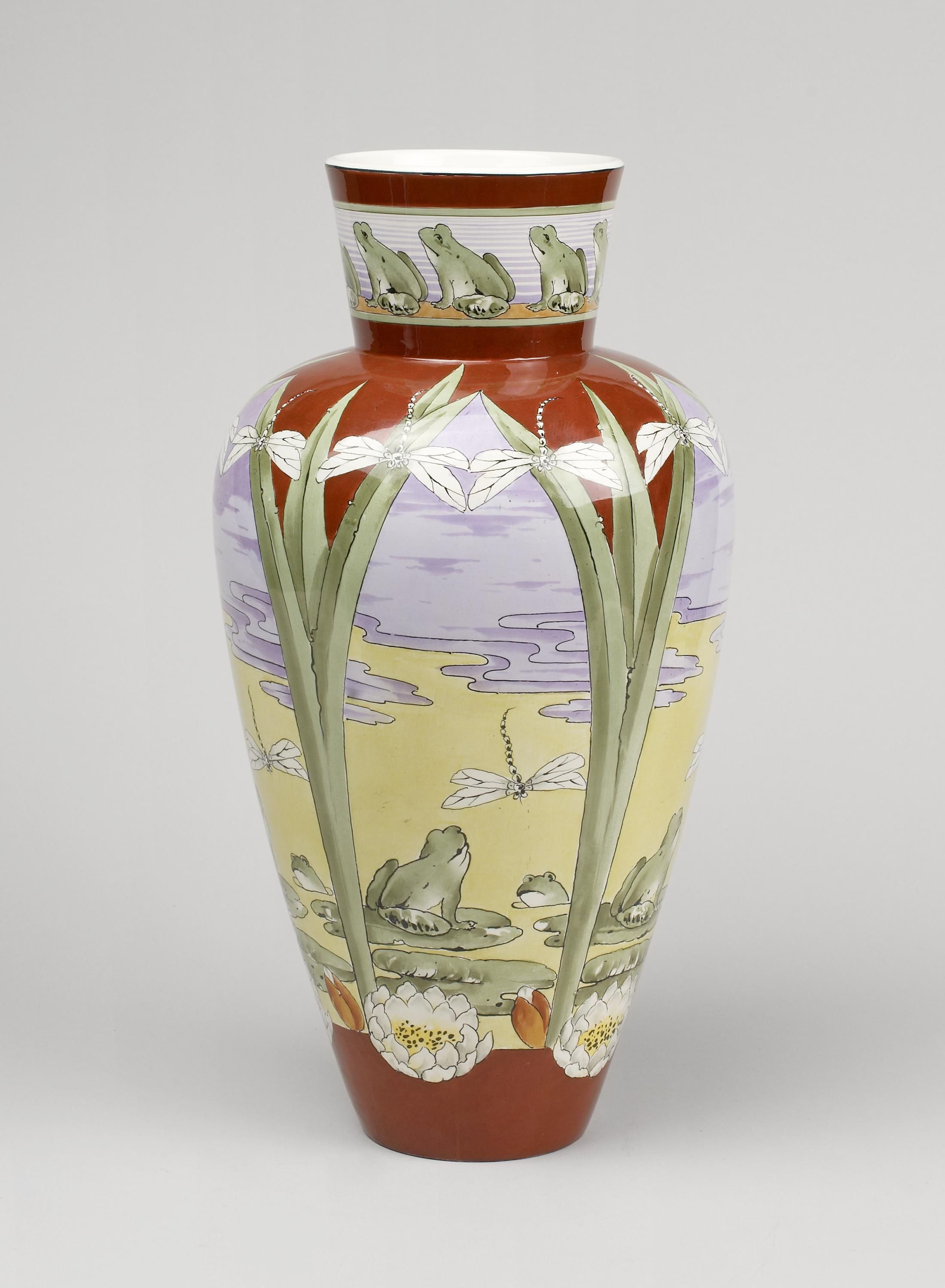
vaas met lelies en libellen (ca. 1896)
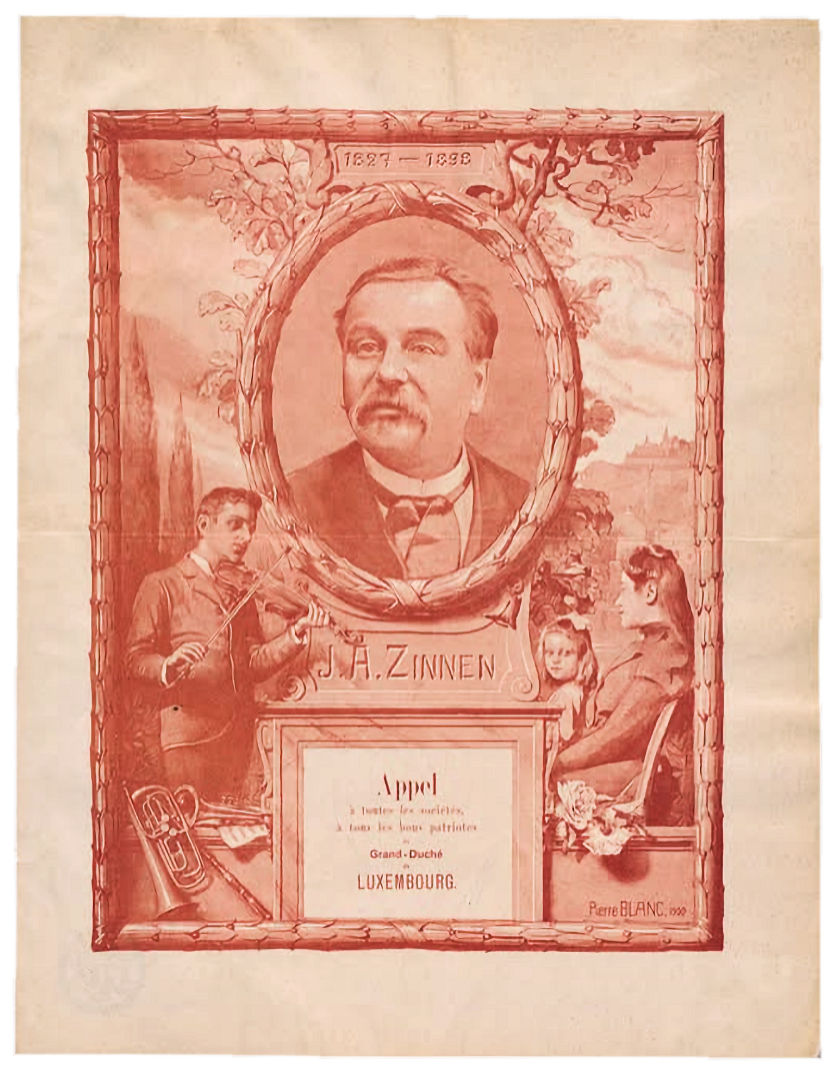
"Appel à toutes les sociétés, à tous les bons patriotes du Grand-Duché de Luxembourg" (1900), prent gebruikt als oproep voor donaties om Jean-Antoine Zinnen in Luxemburg te laten begraven
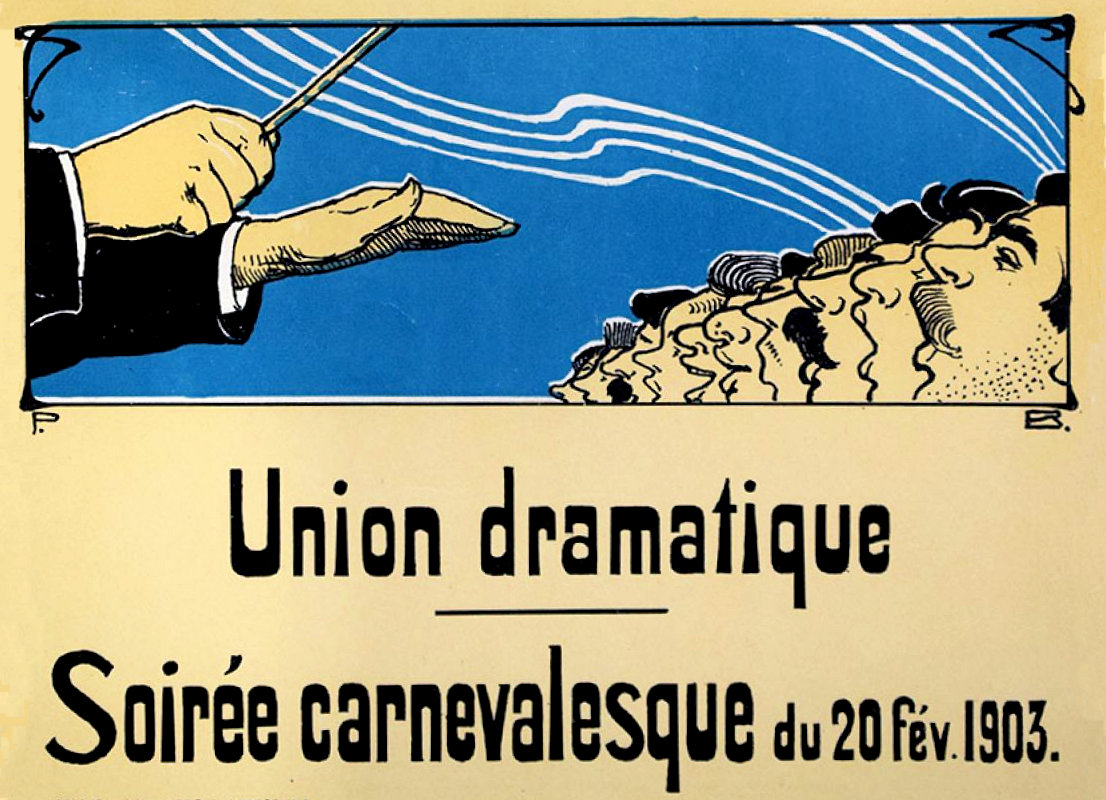
Detail van een programmablad van de Union dramatique (1903)
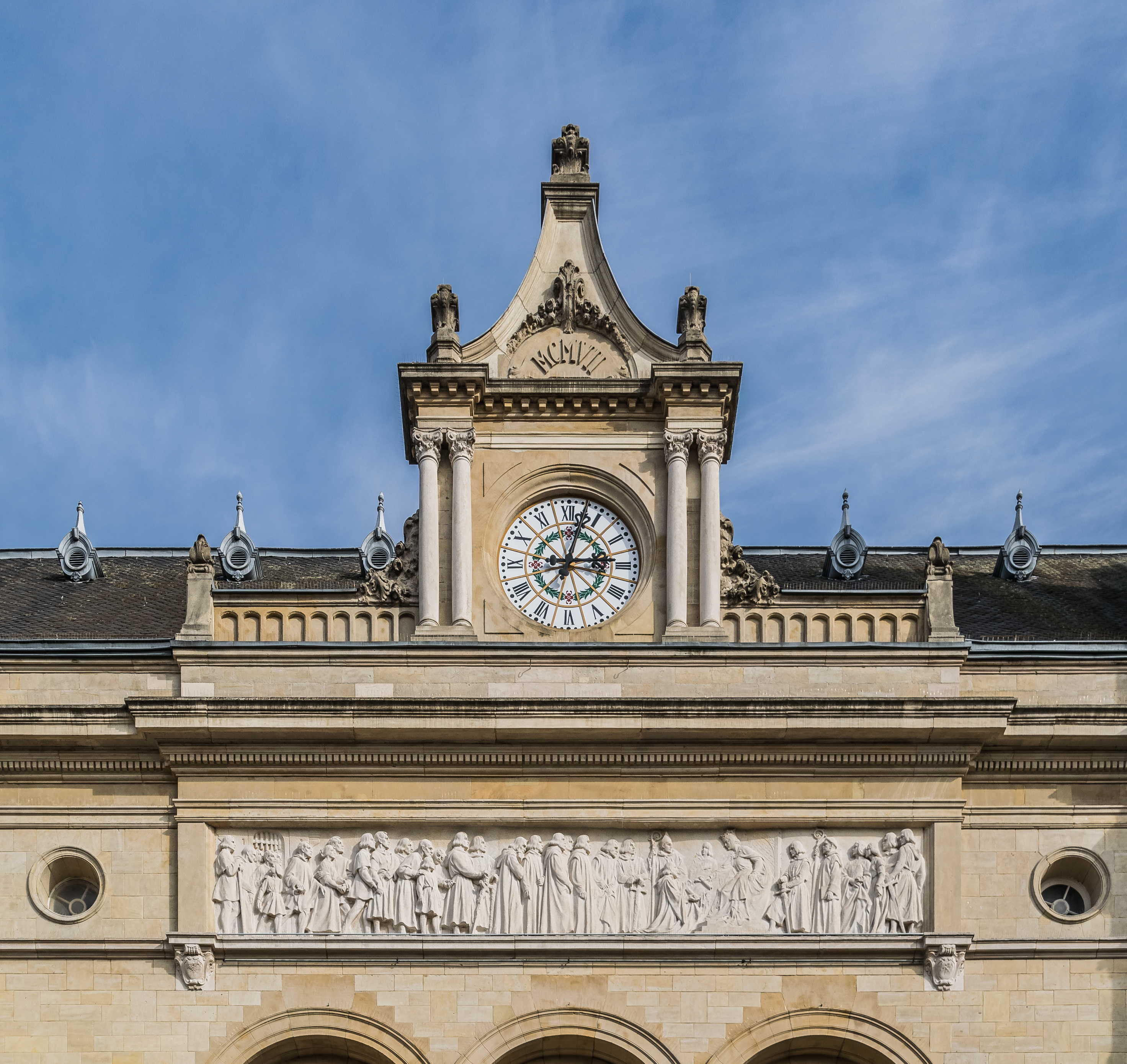
Ermesinde overhandigt Luxemburg de vrijheidsbrief (ca. 1910), Luxemburg-Stad
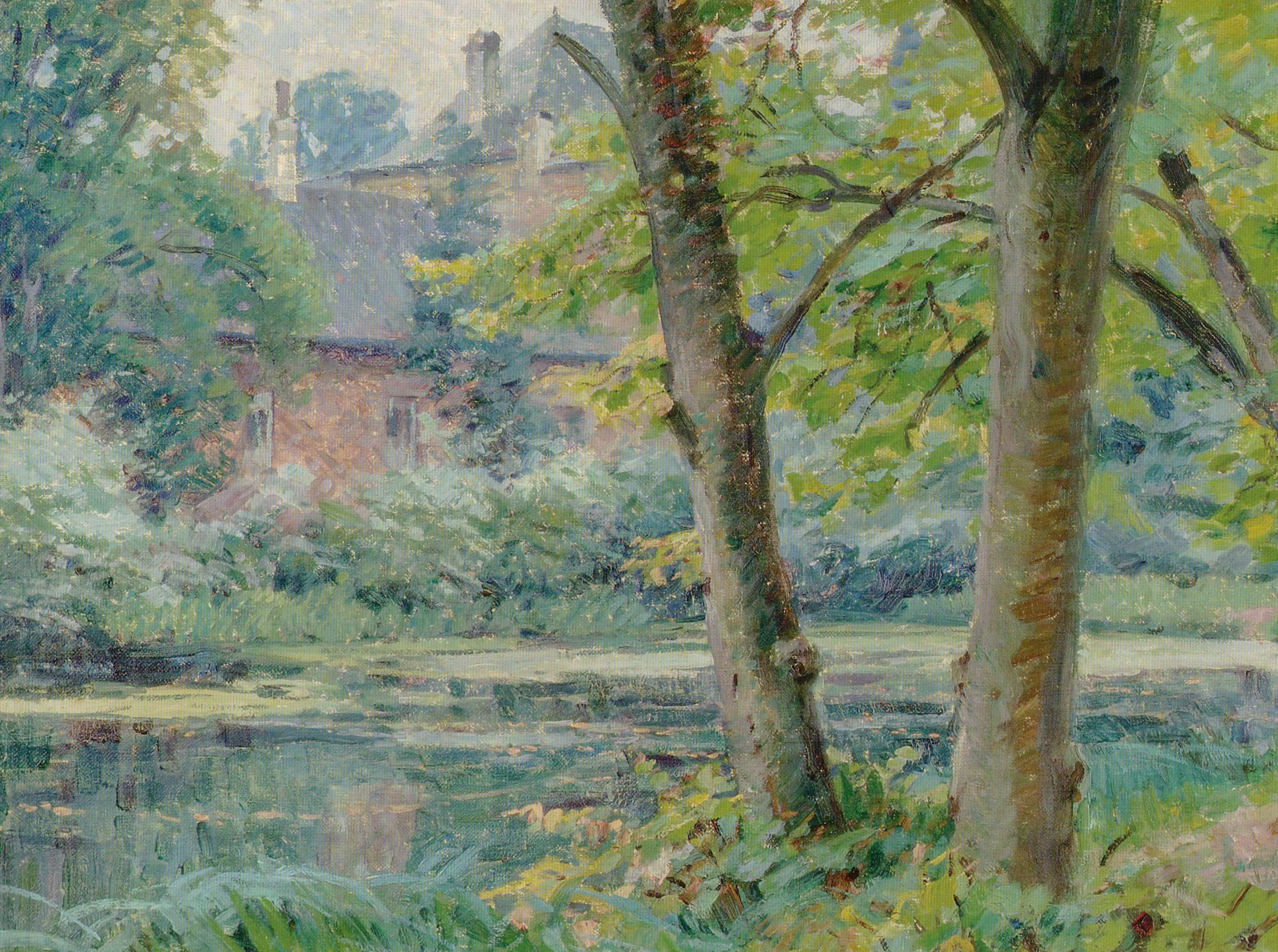
Tervuren (1911)
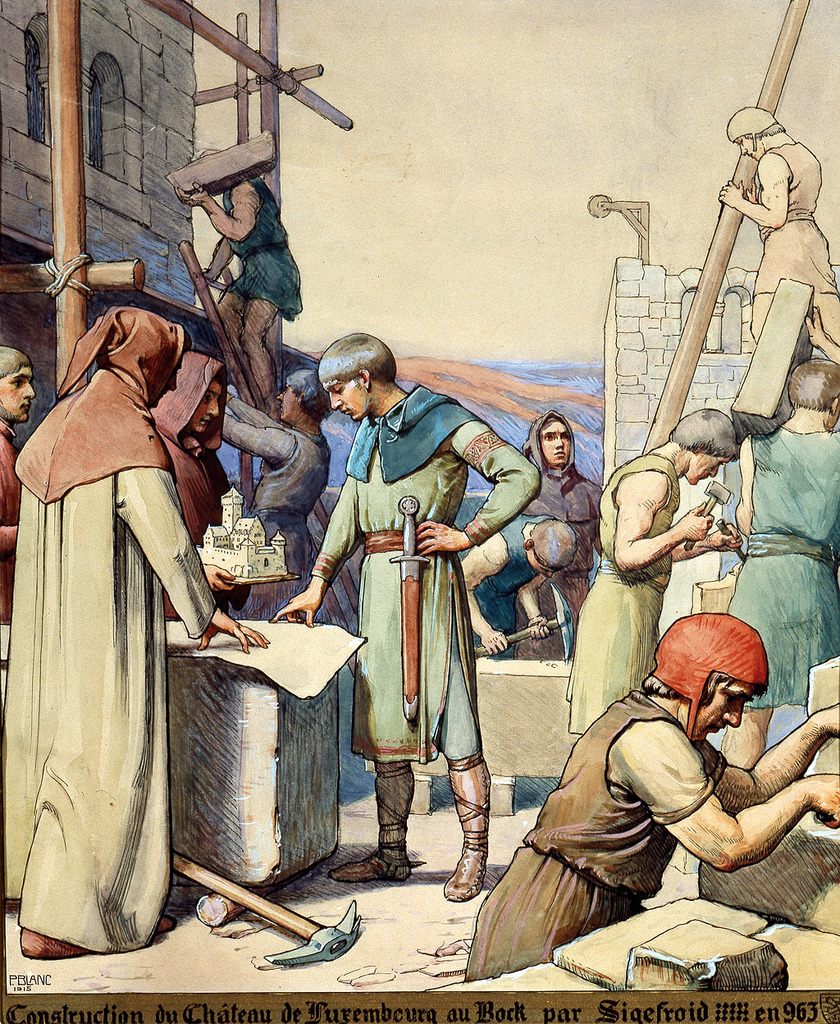
Construction du Château de Luxembourg (1915)
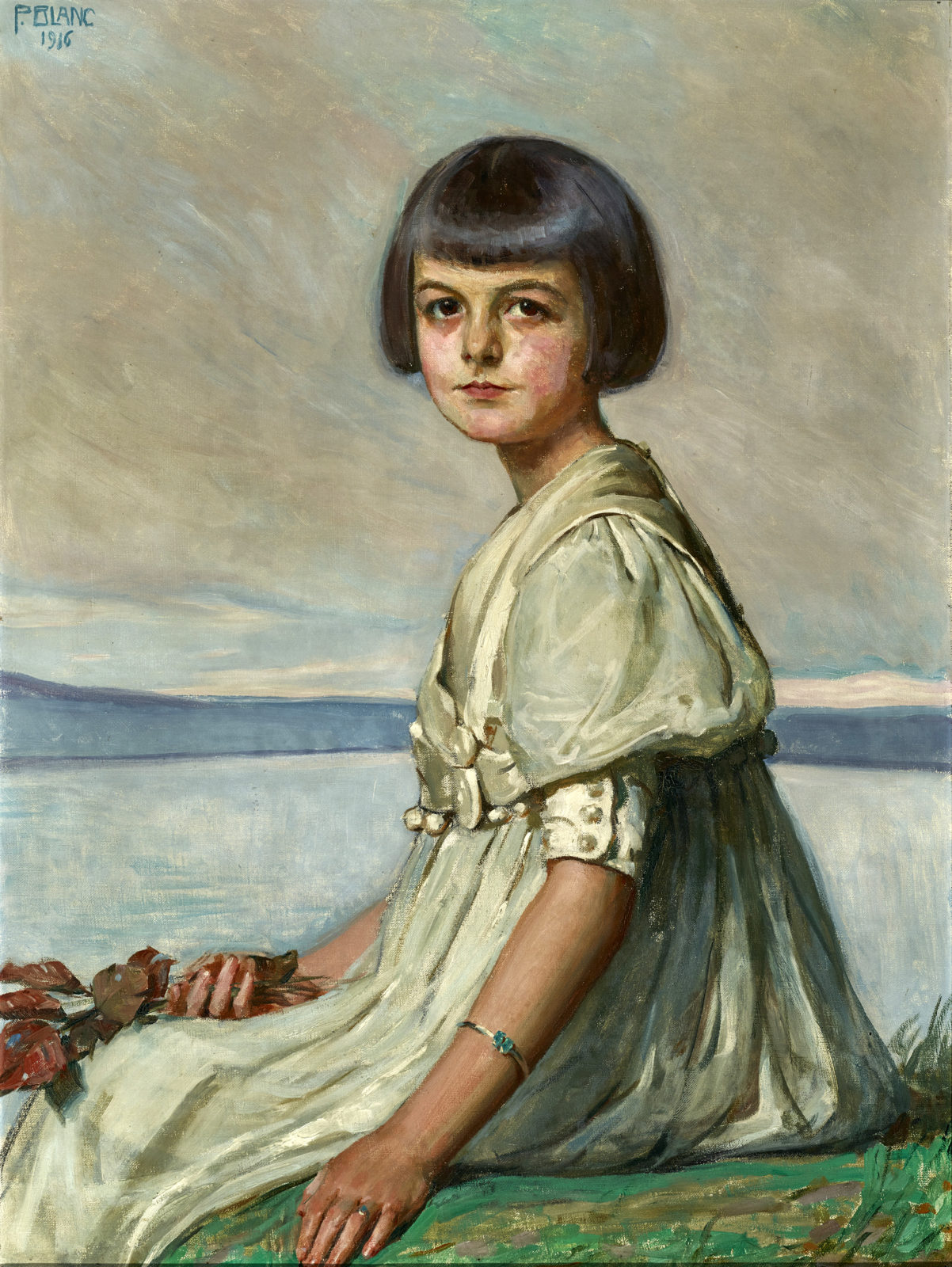
Jeune fille (1916)
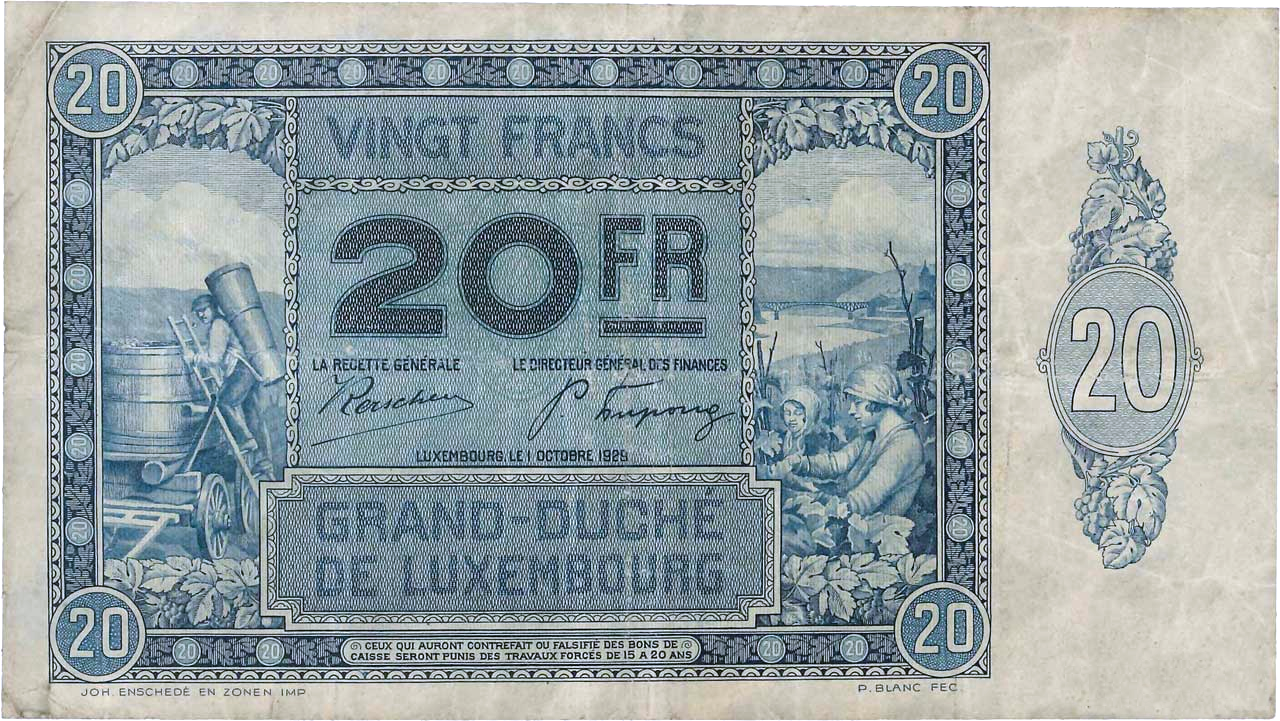
20 frank-biljet (1929)
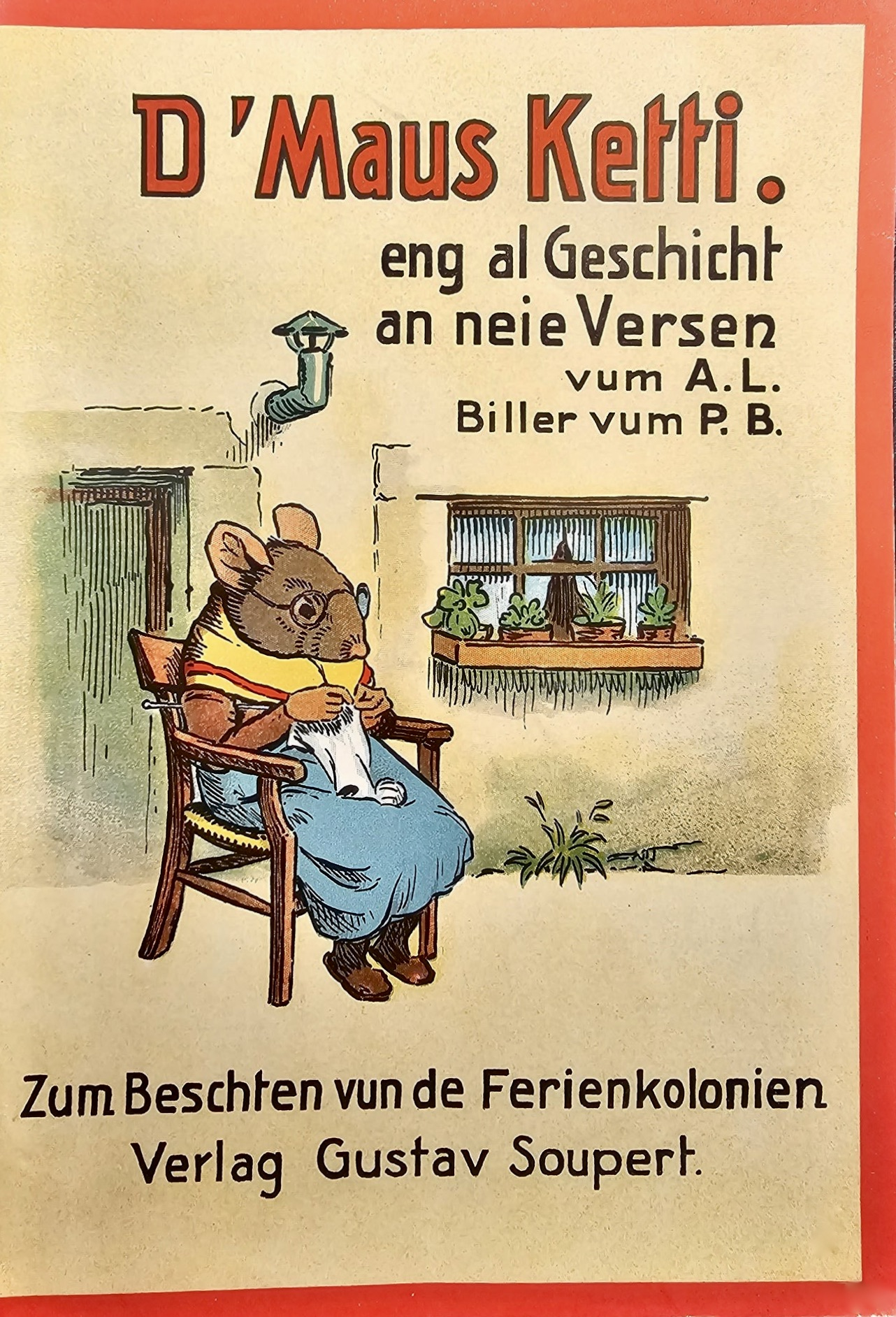
D'Maus Ketti (1936)
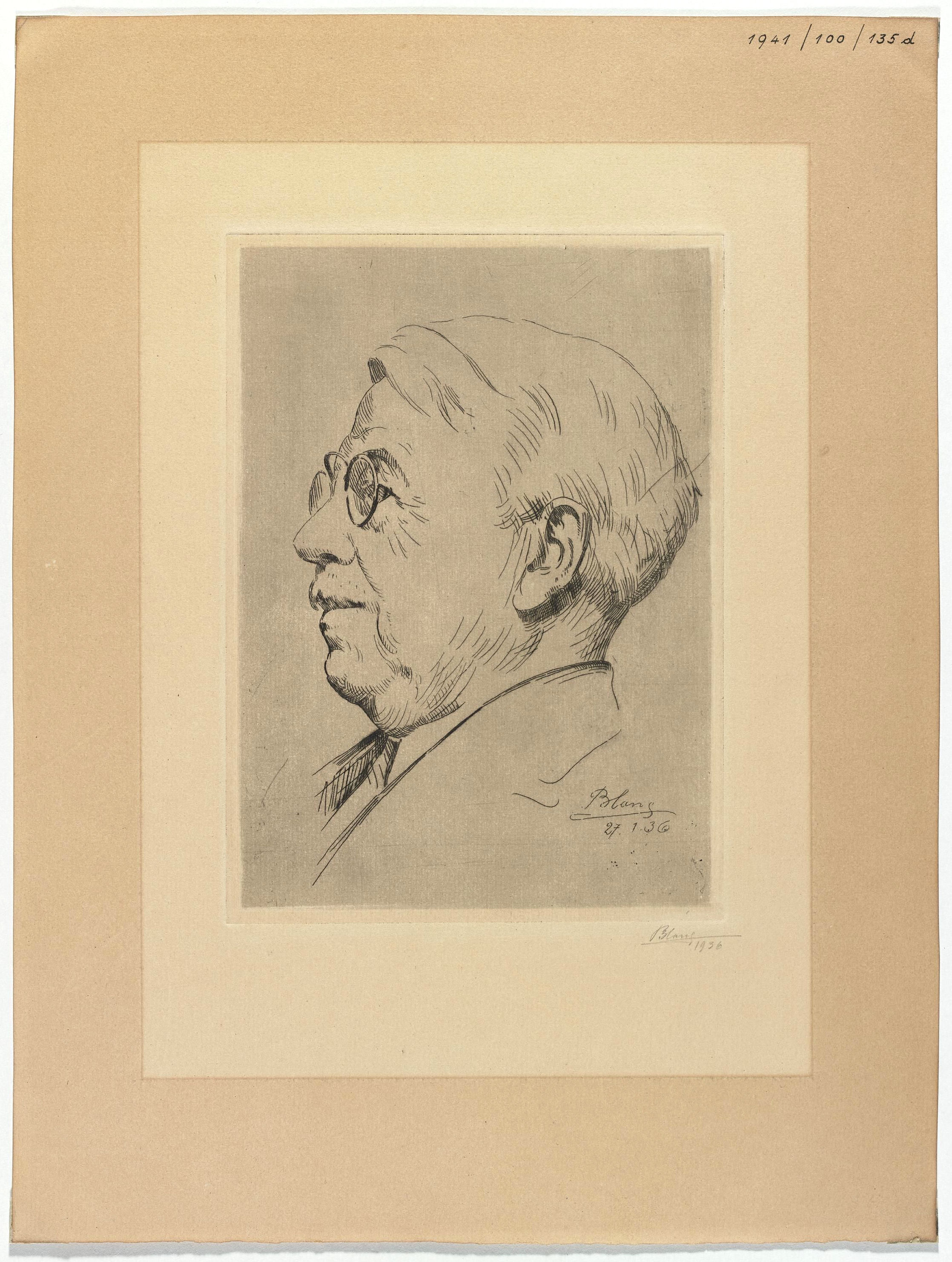
Batty Weber (1936)

- Musée national d'archéologie, d'histoire et d'art: lkl000270
- Virtual International Authority File: 39145003795661340149